# 옥탑방 고양이 (연극)
옥탑방 고양이는 김유리가 쓴 동명의 소설을 원작으로 한 연극으로 2010년 대한민국 국회대상을 수상했다. 2024년 현재도 대학로에서 공연중이다. 

## 같이 보기
- 옥탑방 고양이
- 옥탑방
- 고양이
- 혼전동거

1. ↑  http://www.mgnews.kr/default/index_view_page.php?part_idx=195&idx=46641